# 삼성 X파일 사건
삼성 X파일 사건 또는 안기부 X파일 사건은 2005년 7월, 문화방송(MBC)의 이상호 기자가 국가안전기획부(안기부)의 도청 내용을 담은 90여분짜리 테이프를 입수하여 삼성그룹과 정치권·검찰 사이의 관계를 폭로한 사건이다.
해당 테이프에는 중앙일보의 홍석현 회장이 삼성그룹의 이학수 부회장에게 1997년 대선 당시 신라호텔에서 특정 대통령 후보에 대한 자금 제공을 공모하고 검사들에게 뇌물을 제공한 정황이 담겨 있었다. 이 사건을 통해 고질적인 정경유착, 문민정부를 자청했던 김영삼 정부의 불법 도청 사실, 국가정보기관에 의해 일상적으로 행해진 광범위한 불법 도청 문제, 사건 수사 기관 선정 및 수사 방법, 삼성그룹에 대한 소극적 수사, 국민의 알권리 충족 문제, 언론의 보도 경향, 재판의 공정성 등이 세간의 도마에 올랐다.

## 사건 배경

### 미림 특별 수사팀
미림(美林)팀은 1960년대 중반 중앙정보부가 정치인 등 주요 인사들의 동향 파악을 위해 운영하던 정보 수집팀의 별칭으로 미림이라는 팀명은 고급 술집의 마담 등을 협조자(속칭 '망원')로 활용한 데서 비롯됐다. 내부적으로는 '여론조사팀'이 공식 명칭이었다.
안기부는 노태우 정부 말인 1991년 9월 공운영을 팀장으로 조직을 정비하면서 도청장비를 이용한 첩보수집에 들어갔으나 대통령 선거 직전인 1992년 12월 보안 문제 등의 이유로 활동이 중단되었다가 이어 문민정부 출범 이후인 1994년 6월 2차 미림팀으로 재건돼 1997년 11월까지 활동했다. 검찰은 2차 미림팀이 활동한 3년 5개월 동안 하루 1개, 일주일에 5개씩 모두 1000여 개의 불법 도청 테이프가 생산된 것으로 추산했다. 미림팀의 도청 대상은 여야 최고위 정치인, 언론사주, 청와대 수석, 국무총리, 보안사령관, 참모총장 등이 망라되었다.

### 언론 보도 과정
방송국 내부사정으로 이 사건에 대한 취재가 중단되었다가 이상호 기자가 미국으로 출국하면서 남긴 <기자의 아내>라는 글이 한겨레를 통해 보도된 2005년 2월경부터 언론계에 널리 알려지기 시작했다. MBC는 도청자료의 출처가 명확해지고 안기부가 도청을 하여 작성하였다는 사실이 명확하게 인정되지 않는 한 보도가 불가능 하다는 입장을 내놓았다. 그러던 중 인터넷 언론매체인 ‘데일리 서프라이즈’가 2005년 6월 8일 ‘MBC와 이상호 기자는 침묵을 깰 때’라는 기사를 게재함으로써 ‘x파일’의 윤곽이 조금씩 드러나기 시작했으며, 그 후 7월 21일 조선일보 및 KBS가 안기부 도청실태와 X파일의 대강의 내용을 보도하자 MBC도 내부적으로 이를 보도하기로 결정하였다.
이에 대해 당사자인 이학수와 홍석현은 문화방송을 상대로 테이프 관련 내용을 일체 보도하지 말 것을 내용으로 하는 방송금지 가처분신청을 하였고 법원은 이를 받아들여 가처분결정을 내렸다. MBC는 당일 뉴스데스크를 통해 당사자들의 실명을 거론하지 않고 모 중앙일간지 사주와 대기업의 고위 관계자라는 내용의 뉴스를 보도하였다. 그 후 다른 언론기관이 가처분결정에서 거론되지 않은 녹취보고서 3장을 토대로 실명을 직접 거론하는 보도를 하자 MBC는 다음 날인 2005년 7월 22일부터 27일까지 X파일의 내용을 보다 상세히 보도하게 되었다.

## 사건의 전개

### 미림팀의 활동과 불법도청(1992년 ~ 1998년)
선린상고를 졸업하고 1967년 중앙정보부 9급 공채를 통해 중앙정보부의 요원이 된 공운영은 1992년, 안기부 대공정책실 정보관에서 비밀도청을 전담하는 미림팀장에 발탁된다. 1992년 대선에서 승리한 김영삼 대통령은 김덕을 국가안전기획부장으로 임명하며, 김덕은 취임 직후 불법도청팀 미림팀을 해체한다. 그러나 1994년 2월, 오정소가 대공정책실장에 부임하며 미림팀은 다시금 부활하게 된다. 대한민국 내외 주요인물에 대한 도청을 전담했던 미림팀은 서기관 1명, 사무관 1명, 주사 2명으로 구성되었으며, 이 조직은 김대중 정권이 들어서기 이전인 1998년 2월까지 운영되었다. 이미 한번 팀의 해체를 경험한 공운영은 미림팀장으로 재직 중 퇴직 후를 대비하여 불법도청으로 취득한 도청 테이프를 밀반출 보관하였으며, 이 도청테이프의 숫자는 퇴직 직후 200여 개 이상으로 늘어났다. 이후 1995년 3월, 미림팀을 부활시킨 주역이며 안기부 대공정책실장이었던 오정소는 정형근의 뒤를 이어 안기부 제1차장으로 승진한다.
1997년 안기부 미림팀은 대선자금과 관련한 홍석현 당시 중앙일보 사장과 이학수 당시 삼성그룹 비서실장과의 대화 내용을 세 차례에 걸쳐 도청한다. 서울 S호텔에서 이루어진 미팅의 일자와 대화 내용은 1997년 4월 7일, 신한국당 대선후보 경선 주자들에 관한 지원 방안에 관한 대화이며, 같은 해 9월 9일과 10월 17일에는 여야 대선후보들에 대한 자금 지원 방안이었다. 
1998년 국민의 정부를 표방한 김대중 정권이 출범하자 미림팀은 다시금 해체되고 공운영은 국정원에서 면직(免職)당하게 된다. 이에 동료 임모를 통해 소개받은 재미교포 박인회에게 문제의 도청테이프를 전달한다.(전달한 동기에 대해서는 당사자간 의견이 갈린다) 1999년 재미교포 박인회는 이학수 당시 삼성그룹 구조조정본부장 등 삼성 관계자들을 수차례 만나 거액의 금품을 요구하였으며, 김대중 정권의 실세였던 박지원 당시 문화관광부 장관에게도 녹취록을 전달한다. 삼성은 박인회의 거액의 금품 제의를 모두 거절하였다. 삼성의 제보를 받은 천용택 당시 국정원장은 국정원 감찰실에 X파일 회수를 지시하기도 하였다.

### 도청테이프의 입수와 폭로(2004년 ~ 2005년)
X파일로 인하여 아무런 이득을 취할 수 없음을 인지한 박인회는 2004년 10월, 이상호 MBC 기자에게 X파일의 실체를 제보한다. 이들의 만남은 2004년 12월 말에서 2005년 1월 초 이상호 기자가 미국에 취재출장을 가는 형태로 이루어졌다. 결국 이상호 기자는 미국 출장 중 박인회와 접촉하게 되고 이 과정에서 안기부 도청테이프 원본을 입수한다.
한편 이 무렵 2005년 1월 12일 양문석 EBS정책위원은 ‘이상호 기자 미국 취재출장 그것이 궁금하다’라는 칼럼을 경향신문에 기고하였다. 이 글에서 필자는 이상호 기자가 취재하는 내용의 중요성을 강조하고 취재 내용에 대해서 MBC가 이 사안의 취재 및 보도권을 보장해줄 것을 주장했다. 2005년 1월 13일 이상호 기자는 연합뉴스와의 인터뷰에서 미국 출장이 정언유착에 관한 내용임을 언급하였고, MBC는 특별취재팀을 가동하여 보충취재에 나선다. 
이때부터 ‘이상호 기자가 수구언론의 결정적인 비리를 포착했다’, ‘이상호 기자가 목숨보다 소중한 것을 취재했다’는 소문이 언론가에 돌기 시작한다. 2005년 6월 8일, 양문석 EBS 정책위원은 다시 데일리 서프라이즈에 ‘MBC와 이상호, 이제는 말할 때’라는 칼럼을 기고한다. 2005년 6월 16일 MBC 보도국 간부회의는 삼성 X파일 보도를 불허한다. 법률 자문 결과 통신비밀보호법에 저촉되어 보도가 불가하다는 것이 그 이유였다.
이 결정에 반대하는 MBC노조 민주방송실천위원회는 강성주 당시 보도국장에게 보도 불가에 대한 항의서한을 전달하였고, MBC 기자회에서도 다음 날 보도국장에게 구두로 항의하였다. 한편 일부 기자들을 통하여 이 사건의 존재가 새어나가 2005년 7월 21일, 조선일보는 안기부의 극비조직이었던 ‘미림팀’의 존재에 관하여 먼저 보도한다. 이를 의식한 MBC는 마침내 7월 22일, MBC 뉴스데스크에서 삼성 X파일을 집중 보도한다. 보도의 내용은 삼성그룹이 홍석현 당시 중앙일보 사장을 통해 97년 대선에서 약 100억 원의 대선자금을 제공하였으며, 전ㆍ현직 검사들에게 수천에서 수억에 달하는 뇌물을 전달했다는 내용이었다.

### X파일의 폭로 이후(2005년)
MBC 뉴스데스크의 폭로는 방송 즉시 엄청난 사회적 파장을 불러일으켰다. 다음 날인 7월 23일, 여권과 시민단체에 의해 홍석현 당시 주미대사의 자진사퇴론이 급부상하였다. 7월 24일에는 전 미림팀장이며 사건의 당사자 중 한 명인 공운영은 SBS와의 인터뷰에서 “내가 입 열면 안 다칠 언론사가 없다”는 논지의 주장을 하여 파문을 증폭시켰다. 같은 날 MBC 뉴스데스크에서는 1997년 삼성그룹이 기아자동차 인수를 시도하며 기아자동차가 은행에서 대출받은 수천억의 자금을 일거에 상환하도록 정치권에 로비하여 부도나게끔 만들었고, 그것이 결국 IMF를 불러왔다는 내용과 삼성그룹이 검찰 고위층 10여 명에게 정기적으로 촌지를 전달했다는 추가적인 내용을 폭로하였다.
이에 천정배 당시 법무부 장관은 X파일에 언급된 뇌물을 받은 검사를 파악하라는 지시를 내린다. 중앙일보는 7월 25일 '다시 한번 뼈를 깎는 자기반성 하겠습니다'라는 사설을 발표하고, 삼성그룹에서도 대국민사과문을 발표한다.
이날 참여연대에서는 삼성 등 불법대선자금 관련자 20여 명을 검찰에 고발하였다. 주요인사의 언급도 이어졌는데, 천정배 당시 법무부 장관은 X파일 사건에 관하여 성역 없이 조사하겠다고 언급하였으며, 노무현 대통령은 "도청은 부끄러운 일이며, 철저히 조사하라"는 지시를 내린다. 같은 날, 조사를 맡은 국정원은 재미교포 박인회에게 출국정지 조치를 내린다.
7월 26일 한나라당과 민주당은 삼성 X파일에 대한 특검을 요구한다. 하지만 특검을 둘러싼 여야 각 당의 입장 차이와 이해관계의 대립으로 X파일 특검법안은 결국 국회를 통과하지 못하였다. 검찰은 X파일 사건을 서울중앙지검 공안2부에 배당하였으며, 홍석현 주미대사가 X파일 파문의 책임을 지고 자진사퇴하였다. 같은 날 전 미림팀장 공운영은 경기도 분당의 자택에서 딸을 통해 기자들을 불러모은 뒤, A4 13장 분량의 친필 자술서를 전달한다. 그리고 당일 오후 6시 15분경, 자택에서 복부에 4차례의 자해를 시도하였다. 공운영은 자해 직후 발견되어 분당 서울대병원으로 옮겨져 긴급수술을 받아 생명을 건질 수 있었다.
7월 27일 한겨레신문은 안기부 녹취록에서 김대중 전 대통령에 관한 내용이 누락되었음을 보도하였다. 당일 천정배 법무장관과 문재인 청와대 민정수석은 한나라당과 민주당이 논의하는 특검 도입에 관하여 시기상조라는 입장을 밝힌다. 검찰은 재미교포 박인회를 X파일 유출 혐의로 긴급체포하고, 공운영의 자택과 사무실을 압수수색하여 도청테이프 274개와 녹취록 13권을 압수한다. 한편 법무부는 오정소 전 안기부 제1차장 등 10여명에 대하여 출국금지 조치를 내린다.
8월 5일 이상호 기자는 참고인 자격으로 조사를 위하여 검찰에 출두하였고, 중앙일보는 '중앙일보 기자들은 다짐합니다'라는 제목의 사과문을 다시 게재하였다.
8월 17일 참여연대와 언론노조 등 시민단체들이 주축이 된 삼성 불법뇌물 공여사건 등 정경·검언 유착 의혹 및 불법도청 진상규명을 위한 공동대책위원회(X파일 공대위)를 발족하여 활동을 시작하였다. 8월 18일, X파일 녹취록을 입수한 민주노동당 노회찬 의원은 국회 법제사법위원회의 개원과 동시에 삼성으로부터 뇌물을 받은 검사 7명의 실명을 공개하였고, 월간조선 9월호는 자체 입수한 삼성 X파일의 전문을 기사에 공개하였다. 불법적으로 취득한 정보를 무단으로 공개함에 따라 노회찬 의원과 월간조선 편집장인 김연광은 이후 통신비밀보호법 위반혐의로 검찰의 조사와 재판을 받게 된다.
12월 14일 검찰 도청수사팀은 불법도청 및 X파일 수사결과를 발표하였는데, 이학수, 김인주, 홍석현 등은 공소시효 만료로 무혐의 처분되었으며, X파일을 폭로한 이상호 기자, 김연광 월간조선 편집장, 노회찬 의원 등은 통신비밀보호법 위반으로 불구속 기소되었다. 당일 검찰수사 결과에 반발하는 민주노동당과 전국언론노동조합 등의 단체들은 검찰 규탄집회를 개최하였다.
12월 16일 이상호 기자는 삼성 X파일 보도로 2005년 민주시민언론상을 수상한다. 이후 이상호 기자는 '2005년 올해의 기자상'도 수상하게 된다. 이후 계속적인 수사를 진행한 검찰은 2006년 8월 4일 천용택 전 국정원장의 자택을 압수수색하였으며, 8월 19일에는 헌정사상 최초로 국정원에 대한 전격 압수수색을 벌였다. 10월 26일, 검찰은 전 국정원장인 신건과 임동원을 불법도청의 공범으로 지목하였으며, 이 두 사람은 11월 15일 구속된다. 한편 같은 혐의로 조사를 받던 이수일 국정원 전 제2차장(당시 호남대 총장)은 11월 20일, 검찰수사의 심적 고통을 이기지 못하고 자살하였다.

## 재판의 진행

### 검찰의 기소
MBC는 사건보도에 있어서 도청 녹취록인 이른바 삼성 X파일에 나오는 전, 현직 검찰 고위 간부들의 이름을 이니셜로 처리하여 비실명으로 보도했다. 이는 언론의 입장에서 확인되지 않은 사실을 실명으로 공개하기에는 부담스러운 측면이 있었고, 소송에 휘말릴 가능성도 배제할 수 없었기 때문으로 이해된다. 한편 X-파일의 원본을 입수한 노회찬 전 의원은 자신의 블로그 등에 실명을 공개함으로써 사건이 법적 분쟁으로 치닫게 된다.
그러나 검찰 측은 당시 X파일에 중대한 범죄 정황이 담겨 있다는 사실은 인정하면서도, 공소시효가 완료되었다는 점과 증거자료 자체가 불법 도청에 의해 작성된 것이라는 이유로 증거능력을 부인하는 등 이 사건을 수사대상으로 인정하지 않았다.
이후 언론, 방송과 참여연대의 고발로 검찰은 수사에 착수하였고, 고발 이후 142일간 X파일 사건을 수사한 검찰은 2005년 12월 14일 수사결과를 발표했다. 삼성 이건희 회장, 이학수 부회장, 홍석현 중앙일보 회장 등을 횡령혐의로 처벌하기 어렵고, 뇌물공여혐의도 공소시효 만료로 무혐의 결정을 내렸다. 그러나 X파일 내용을 보도한 MBC 이상호 기자와 월간조선 김연광 편집장을 통신비밀보호법 위반으로 불구속 기소하였다.

## 관련자 처벌
이 사건과 관련해 도청테이프 녹취록을 공개한 이상호 기자는 통신비밀보호법 위반 혐의로 징역 6개월 자격정지 1년을 선고받았다.(주심 민영일 대법관). 김연광도 징역 6개월 자격정지 1년을 선고받았다.
또 도청녹취록 속에 있는 삼성 측 뇌물을 받은 검사들 중 7명의 실명을 공개한 노회찬 국회의원은 2011년 10월 28일 서울중앙지법으로부터 징역 4개월 집행유예 1년 자격정지 1년을 선고받고, 2013년 2월 14일 대법원(주심 박보영 대법관)에서 원심을 확정받아 의원직을 잃었다.

## 기타
도청을 통해 권력형 비리를 밝혀냈으나 도청과 폭로만 처벌되고 비리는 묻힌 사건으로 초원복집 사건이 있다. 다만 초원복집 사건은 공소시효가 남아있었다는 점이 차이가 있다. 오히려 초원복집 사건은 정윤회 문건 유출 사건과 양상이 더 유사하다.
2013년 2월 14일 대법원(주심 박보영 대법관)에서 원심을 확정받아 의원직을 상실했던 노회찬 전 대표는 2016년 4월 13일 시행된 대한민국 제20대 국회의원 선거에 출마해 당선됨으로써 3년 만에 국회 재입성에 성공했다.

## 같이 보기
- 대한민국의 정치
- 대한민국 국가정보원 불법 도청 사건